# James Redfield
James Redfield (* 19. März 1950 in Birmingham, Alabama) ist ein populärer US-amerikanischer Autor. Er ist Autor mehrerer in der ganzen Welt erschienener Bücher und Herausgeber der Monatszeitschrift The Celestine Journal.

## Leben
Er wuchs in Alabama – im Süden der USA – auf. Von frühester Zeit an war er motiviert, Klarheit in spirituelle Sichtweisen zu bringen. Auf familiärem Hintergrund an eine methodistische Kirche herangebracht, war er dagegen schnell frustriert darüber, dass es auf seine Fragen über die wahre Natur der spirituellen Erfahrungen kaum Antworten gab. Er studierte östliche Philosophie und beschäftigte sich dabei mit dem Taoismus und dem Zen-Buddhismus. Sein Hauptstudienfach Soziologie schloss er an der Auburn University mit dem Master-Degree ab. Nach dem Studium war er 15 Jahre lang als Therapeut in der Jugendarbeit tätig.
1989 beendete Redfield seine therapeutische Arbeit und entschloss sich, seine Interessen und Tätigkeiten neu zu bündeln. In der Folgezeit schrieb er seinen Bestseller Prophezeiungen von Celestine – ein Abenteuer. Da er nicht schnell genug einen Verlag fand, veröffentlichte er das Buch schließlich 1993 selbst, womit es zu einem der erfolgreichsten selbstveröffentlichten Bücher aller Zeiten wurde.
Als Autor wie auch als Herausgeber der Monatszeitschrift The Celestine Journal ist Redfield weiter an der Formung einer neuen spirituellen Kultur beteiligt. Er engagiert sich für den Schutz des amerikanischen Waldes und arbeitet mit Marianne Williamson und Neale Donald Walsch zusammen in der Global Renaissance Alliance (GRA). Grundprinzipien der Arbeit von Menschen in der GRA sind, die Menschen zu mehr Gewaltlosigkeit zu ermuntern und mehr spirituelle Werte in politische Systeme einfließen zu lassen. Im März 2004 wurde Redfield durch die Wisdom Media Group mit dem World View Award für seine Beharrlichkeit in der Aufrechterhaltung der Diskussion über die „Natur der menschlichen Existenz“ mit dem Effekt der „Verbesserung der Menschlichkeit“ geehrt.
Heute lebt James Redfield mit seiner Frau Salle in Florida.

## Veröffentlichungen
- The Celestine Prophecy. 1995, ISBN 0-446-67100-2.
- Die Prophezeiungen von Celestine – ein Abenteuer. dt. von Olaf Kraemer. Heyne-Verlag, 1994, ISBN 3-453-08200-1.
- Die Erkenntnisse von Celestine. Das Handbuch zur Arbeit mit den neun Erkenntnissen. Heyne Verlag, München 1995, ISBN 3-453-14232-2.
- Die zehnte Prophezeiung von Celestine. Heyne-Verlag, 1996, ISBN 3-453-09748-3.
- Die Vision von Celestine. Heyne Verlag, München 1998, ISBN 3-453-13858-9.
- Das Geheimnis von Shambhala – das dritte Buch von Celestine. Heyne-Verlag, 2002, ISBN 3-453-16554-3.
- Gott und die Evolution des Universums. Der nächste Entwicklungsschritt für die Menschheit. Ullstein, Berlin 2005, ISBN 3-548-74148-7.
- Die zwölfte Prophezeiung von Celestine: Jenseits von 2012. Ullstein, Berlin 2012, ISBN 978-3-548-74578-7.

## Abgeleitete Werke
- Die Prophezeiungen von Celestine. Ein Abenteuer. DVD, ISBN 978-3-7934-2138-2.